# Himalayan Database
Himalayan Database – himalajska baza danych – stanowi nieoficjalny rejestr wejść i wypraw na najwyższe szczyty Himalajów prowadzony przez ponad pół wieku przez Elizabeth Hawley (1923–2018) amerykańską dziennikarkę i kronikarkę wypraw w Himalaje, mieszkającej w Katmandu.
Początki bazy sięgają roku 1963, kiedy to Hawley jako korespondentka Reuters, relacjonowała pierwszą udaną amerykańską wyprawę na Mount Everest. 
Od tego czasu rozpoczęła ona zbieranie informacji o ekspedycjach himalajskich. Z uczestnikami wypraw spotykała się przed i po wejściu na szczyt, i zmuszała ich do odpowiadania na trudne i drobiazgowe pytania. Wszystko notowała w swoich specjalnych kwestionariuszach. Łącznie przeprowadziła około 15 000 wywiadów. Zgromadzony przez nią dane stały się podstawą bazy, które zostały uzupełnione o informacje zebrane z książek, czasopism i korespondencji ze wspinaczami.

Niestrudzona praca Hawley zaowocowała Himalayan Database, zbiorem zapisów dotyczących wszystkich ekspedycji na ponad 450 znaczących szczytów Nepalu w latach 1905–2017. Jeśli twoje nazwisko nie znajduje się w tej bazie danych, to nie udało ci się zdobyć szczytu!

Baza łącznie zawiera informacje począwszy od 1905 roku, o ekspedycjach na 450 znaczących nepalskich szczytów, o 9,5 tys. ekspedycji i ok. 70 tys. ich uczestników, często bardzo szczegółowe jak: droga wejścia, tragarze, miejsce zakładania obozów, wypadki czy informacje o korzystaniu z lin, butli tlenowych, warunków pogodowych, zdjęcia, a nawet dokładny opis widoku z gór. 
W 1991 Richard Salisbury programista komputerowy i konsultant ds. baz danych na Uniwersytecie Michigan, zaproponował Hawley digitalizację tego cennego zbioru. Wprowadzenie informacji zajęło ponad dziesięć lat i zostało uzupełnione o dane zebrane z książek, czasopism i korespondencji ze wspinaczami. Pierwszy CD-ROM z bazą ukazał się w 2004, a od 2017 jest dostępna jej darmowa wersja do ściągnięcia na stronie himalayandatabase.com.
Himalayan Database wydana została także drukiem. Jej pierwsze książkowe wydanie The Himalaya by the Numbers zostało opublikowane w 2007 i obejmowało opis wypraw do roku 2006. Drugie, rozszerzone wydanie pojawiło się w 2011 i obejmuje wyprawy do 2009 roku.
W 2016 Elizabeth Hawley przeszła na emeryturę, a pracę nad Himalayan Database kontynuuje jej asystentka, niemiecka dziennikarka Billi Bierling wraz z Richardem Salsbury i zespołem.